# Ардашир I (кушаншах)

Карта Кушано-Сасанидского царства

Ардашир I (пехл. Ṛtaxšira; д/н — 245) — 1-й кушаншах в 233-245 годах. Имя переводится как «Господствующий, опирающийся на истину». В среднеперсидском языке является вариантом древнеперсидского имени Артаксеркс.

## Жизнеописание
Происходил из династии Сасанидов. Был сыном или племянником шахиншаха Ардашира I. В 230—233 годах последний нанёс ряд поражений кушанскому царю Канишке II, захватив Тохаристан. Значительную часть его передал Ардаширу с титулом «царь кушан» (кушаншах). Тот в свою очередь признал превосходство шахиншаха Персии.
В течение своего господства он пытался укрепить государство и не допустить возобновления власти кушан. Много внимания уделял возрождению хозяйства и торговли. Стал чеканить собственную монету с надписью на бактрийском языке «AP∆AÞΟPΟ KΟÞANΟ ÞAΟ» («Ардашир, царь кушан»), а на реверсе была изображена богиня Анахита. Это свидетельствует о желании получить поддержку местной знати. Об укреплении его положения свидетельствуют следующие монеты с надписью уже на среднеперсидском языке «Ардашир, поклоняющийся Ахурамазде, великий царь кушан».
Считается, что смог расширить власть до Согдианы, а также до Ферганской долины и области Чач (воспользовавшись ослаблением государства Вэй). В другом направлении отвоевал большую часть Гандхары у кушан.
Умер Ардашир I в 245 году. Ему наследовал сын Пероз I.